# ماتی ادواردز هیویت
ماتی ادواردز هیویت (به انگلیسی: Mattie Edwards Hewitt) (زادهٔ اکتبر ۱۸۶۹ میلادی - درگذشته ۱۹۵۶ میلادی) عکاس آمریکایی مکان‌های معماری، مناظر، و طرح‌ها بود که عمدتاً بر اساس موقعیت ساحل شرقی است. در ابتدا او با فرانسیس بنجامین جانستون ارتباط داشت که بعداً معشوق او شد و از سال ۱۹۰۹ میلادی به مدت هشت سال با او زندگی و کار کرد. آن‌ها با هم استودیوی جانستون-هیویت را در شهر نیویورک تأسیس کردند که از سال ۱۹۱۳ تا ۱۹۱۷ میلادی فعالیت می‌کرد. آن‌ها در زمینهٔ عکاسی معماری و منظر به خوبی شناخته شدند و عکس‌های زیادی از ساختمان‌ها و باغ‌های معروف گرفتند که عنوان آن‌ها «خانم جانستون و خانم هیویت» یا «فرانسیس بنجامین جانستون و متی ادواردز هیویت» بود.
پس از قطع همکاری با جانستون در سال ۱۹۱۷ میلادی، هیویت شروع به کار انفرادی کرد و به عنوان یک عکاس تجاری به شهرت رسید. او کسب و کار خود را در زمینهٔ عکاسی با تمرکز خاص بر عکس گرفتن برای طراحان، معماران، و معماران منظر، ثبت نماهای داخلی و خارجی خانه‌ها و ساختمان‌های تجاری و باغ‌ها راه‌اندازی کرد. او تا زمان مرگش در بوستون در سال ۱۹۵۶ میلادی به این حرفه ادامه داد.
کاتالوگی از آثار هیویت، با عنوان «پرترهٔ یک دوره در معماری منظر: عکس‌های متی ادواردز هیویت»، به عنوان یک نمایشگاه در ویو هیل، برانکس، نیویورک موجود است.

## زندگی‌نامه
هیویت در اکتبر ۱۸۶۹ میلادی در سنت لوئیس، میزوری، در خانواده‌ای از طبقهٔ متوسط به دنیا آمد. پس از مدتی تحصیل در هنر با آرتور هیویت که عکاس بود، ازدواج کرد. به عنوان دستیار همسر، او اصول عکاسی شامل پردازش و چاپ را آموزش دید. او کار خود را در عکاسی به عنوان یک مشغولیت کوچک در سنت لوئیس آغاز کرد، جایی که زندگی می‌کرد و از باشگاه‌های دوربین عکاسی و مجلات عکاسی که در اواخر قرن نوزدهم شکوفا شده‌بودند، می‌آموخت. او همچنین تحت تأثیر مقاله‌ای دربارهٔ عکاسی از فرانسیس بنجامین جانستون قرار گرفت که در مجلهٔ خانهٔ بانوان منتشر شد. عکاسی او در ابتدا بر روی منظره، محیط و موضوعات خانهٔ خود از جمله جوجه‌ها در انبار، گربه و سگ بود.
هیویت در پی سفر به نیویورک در سال ۱۹۰۱ میلادی برای شرکت در نمایشگاه پان-آمریکایی که در بوفالو، نیویورک برگزار شد، با جانستون ملاقات کرد که در آن زمان یک عکاس مشهور از واشینگتن دی.سی. بود جانستون تأثیر عمیقی نه تنها در حرفهٔ عکاسی هیویت، بلکه در زندگی شخصی او برای چندین سال گذاشت. او سپس یکی از طرفداران جانستون شد و شروع به نوشتن نامه برای او کرد تا از او کمک حرفه‌ای و شخصی بخواهد. هیویت از او خواستار مشاوره دربارهٔ چندین مورد، از جمله ایجاد فرصت شغلی برای همسرش با لومیرها، عکاسان و دانشمندان فرانسوی، در دفتر تازه افتتاح شدهٔ او در ساحل شرقی در نیویورک، شد. او از جانستون برای ایجاد یک اتاق تاریک در خانه‌اش، که توسط شوهرش ساخته شده بود، مشورت گرفت. این اتاق تاریک که با دیوارهای تثبیت شده با تراکوتا ساخته شده بود، قفسه‌ها و فضای کافی برای کار آزادانهٔ دو نفر داشت. او در این اتاق تاریک از استودیوی شوهرش، عکس‌های گرفته شده توسط جانستون را چاپ کرد.

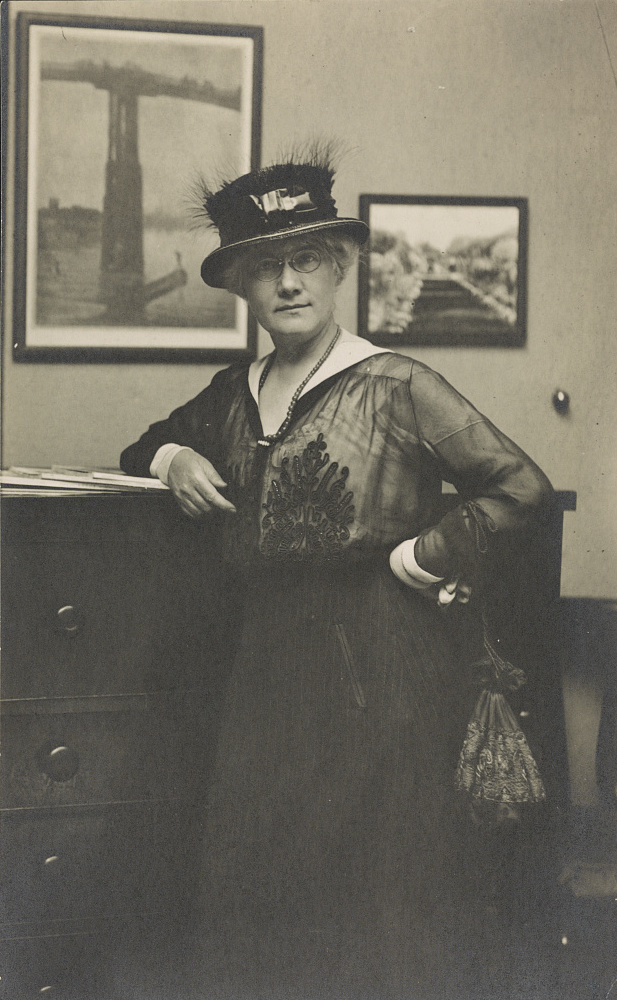
عکس ماتی ادواردز هیویت، پرتره سه چهارم، ایستاده، رو به جلو، بازوی راست روی کشوها را نشان می‌دهد

مکاتبات هیویت با جانستون، که عمدتاً یک طرفه بود، با اعلام عشق او به جانستون کاملاً احساسی بود. نامه‌های او به جانستون بخشی از کتابی است با عنوان "زن پشت لنز: زندگی و کار فرانسیس بنجامین جانستون" (۱۹۵۲–۱۸۶۴ میلادی) نوشتهٔ بتینا بِرچ که همچنین حاوی نامه‌های "مبادلات نوشتاری عشق-بانو" از بسیاری از افراد آن زمان است. مکاتبات عاشقانه میان زنان مشهور دیگر مانند ویرجینیا وولف و ویتا سکویل-وست، النور روزولت و لورینا هیکوک، ادنا سنت وینسنت میلی و ادیت وین ماتیسون، و مارگارت مید و روث بندیکت. در یکی از نامه‌ها هیویت به جانستون می‌نویسد: "من تعجب می‌کنم که چرا از شما انتظار دارم بهتر از بسیاری از مردم مرا درک کنید - آیا به این دلیل است که شما را خیلی دوست دارم؟" بر اساس این نامه‌ها، نویسندهٔ زندگی‌نامه، اظهار می‌کند که مکاتبات "سرسختانه لزبینانه... به سختی هنجارگرایانه" بوده‌است. با این حال، برخی از محققان معتقدند که چنین رد و بدل نامه‌های عاشقانه در میان زنان قرن نوزدهم غیرعادی نبوده و آنها را غیر نفسانی می‌دانند. اما بسیاری دیگر احساس می‌کنند که چنین نوشته‌هایی «اگر مخفی شده باشند، سرنخی بزرگ‌تر برای خرده‌فرهنگ لزبین‌ها» هستند.
سپس هیویت در سال ۱۹۰۹ میلادی از شوهرش آرتور هیویت، طلاق گرفت و خود را از سلطهٔ او رها ساخت و برای کار و زندگی با جانستون به نیویورک نقل مکان کرد. او پس از طلاق به عنوان یک شغل به عکاسی وابسته بود و با فداکاری آن را دنبال می‌کرد و گفته بود: «این جذاب‌ترین هنر است». حرفهٔ عکاسی او «گذر از یک آماتور در قرن ۱۹ به یک حرفه‌ای در قرن ۲۰ میلادی» بود، زمانی که نوآوری قابل توجهی در تجهیزات عکاسی وجود داشت.

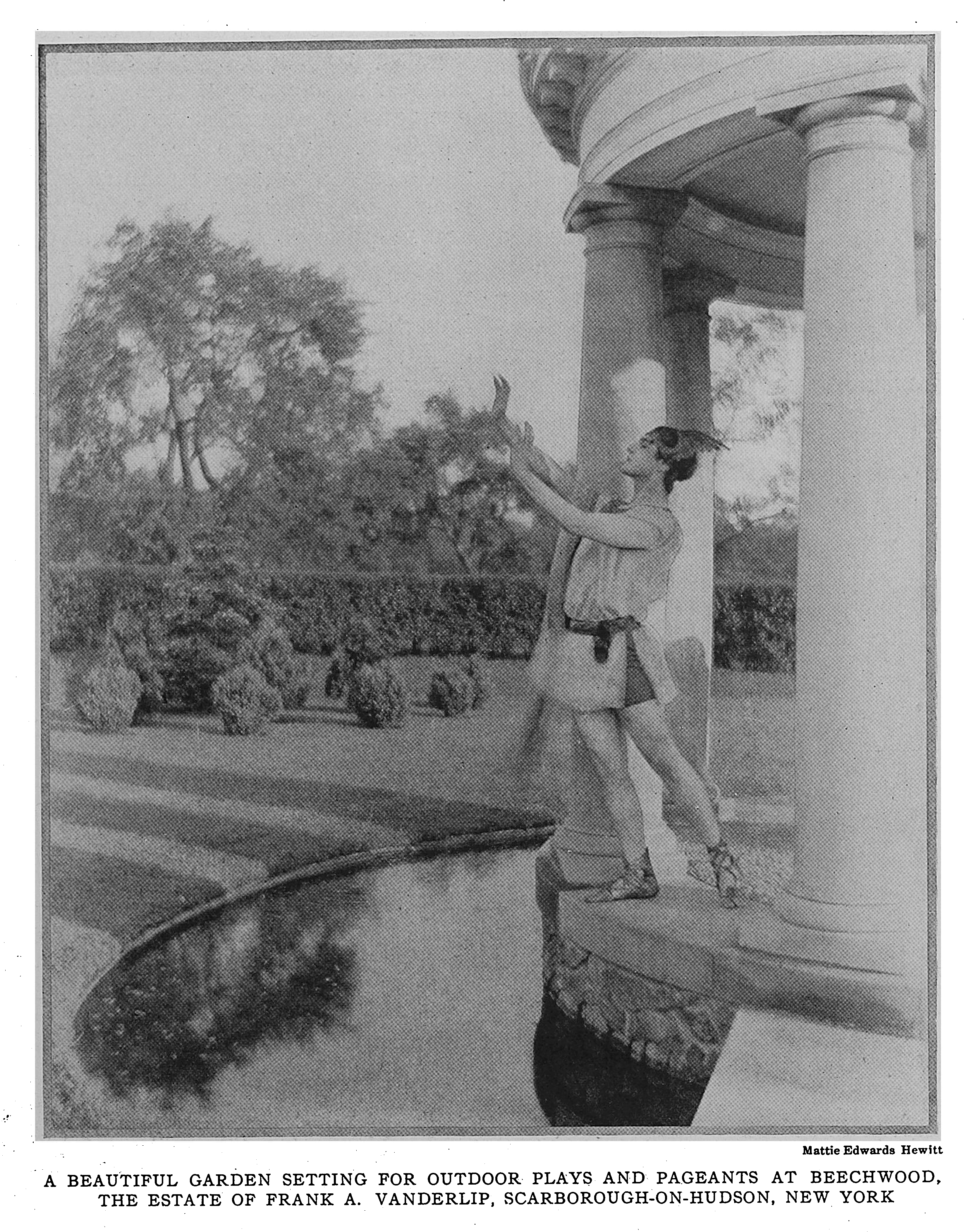
عکس گرفته شده توسط هیویت در عمارت بیچ‌وود

اگرچه او در سال ۱۹۰۹ میلادی به نیویورک نقل مکان کرد، تنها در سال ۱۹۱۳ میلادی بود که با همکاری جانستون یک شرکت عکاسی با عنوان «استودیو جانستون-هیویت» در نیویورک، با تخصص در عکاسی معماری و باغ تأسیس کرد. در حالی که جانستون وظیفهٔ اصلی عکاسی برای استودیو را بر عهده داشت، هیویت در استودیو به عنوان دستیار تاریکخانه فعالیت می‌کرد. او در این مرحله به جانستون به عنوان مربی خود وابسته بود. با این حال، شراکت آنها در سال ۱۹۱۷ میلادی به دلایل نامعلومی از هم پاشید. هیویت مهارت حرفه ای خود را در عکاسی خانه و باغ توسعه داد و به‌طور مستقل عمل کرد. در این زمان، او مشتریان خوبی داشت که کمک کردند که به تنهایی به کسب‌وکار خود بپردازد. او با دفتر خود در شهر نیویورک، عکاس آزاد شد و با گرفتن عکس از عمارت‌ها و باغ‌های افراد ثروتمند ساحل شرقی، وظایف زیادی را انجام داد. برادرزاده‌اش ریچارد آوریل اسمیت نیز در برخی از وظایف با او همکاری داشت. بسیاری از این تصاویر در روزنامه‌ها و مجلات به همراه مقالاتی دربارهٔ عمارت‌ها در نیویورک تایمز، ایونینگ پست، خانهٔ زیبا، و خانه و باغ، و مجلهٔ باغ منتشر شد.
در سال ۱۹۱۰ میلادی، هیویت عکس‌هایی از املاک آلبرت بوردمن در ساوت‌همپتون گرفته بود که در سال ۱۹۱۲ میلادی در ساوت‌همپتون تایمز و مجدداً در سال ۱۹۱۶ میلادی منتشر شد که مهارت حرفه‌ای او را در کانون توجه قرار داد. در تمام عکس‌هایی که می‌گرفت، دوربین‌های چوبی سنگین و سه‌پایه‌های چوبی را حمل می‌کرد، برای مشتریان نیز عکس‌های دیگری می‌گرفت که به عنوان بخشی از مقاله به روزنامه‌ها و مجلات ارائه می‌داد. او همچنین مجموعهٔ ارزشمندی از نگاتیوها را با نام مشتریان، معماران، و مکان‌ها ثبت و حفظ کرد. او همچنین برای ساختمان‌های کارر و هستینگز که کار او را به دیگران توصیه کرده بودند، عکس گرفته بود. به قول رابین اس. کارسون، نویسندهٔ کتاب با عنوان: «فلچر استیل، معمار منظره: شرحی از زندگی باغ‌سازان»، (۱۹۷۱–۱۸۸۵)، هیویت «یکی از شناخته شده‌ترین و غنایی‌ترین عکاسان باغ در زمان خود بود.» هیویت برای نمایشگاه پاریس در سال ۱۹۳۰ میلادی عکس‌هایی گرفت که این ملک را مستند کرد، گفته شده‌است که این عکس‌ها «با قطرات نوری که از برگ‌های براق بیدها منعکس می‌شدند، می‌درخشیدند».

## کتابشناسی
- «پول، کود و نگهداری»، فلمینگ، نانسی (۱ مارس ۲۰۱۳). نانسی فلمینگ، شابک: ۹۷۸-۰-۹۶۴۳۰۰۳-۹-۲.
- «تصویر مثبت: عکاسان زن در آمریکای پایانی قرن»، گاور، سی. جین (۱۹۸۸). مطبوعات سانی. شابک: ۹۷۸-۰-۸۸۷۰۶-۵۳۳-۰.
- «فلچر استیل، معمار منظره: شرحی از زندگی باغ‌سازان»، (۱۹۷۱-۱۸۸۵)، کارسون، رابین اس. (مه ۱۹۸۹). ناشر: آبرامز/ساگاپرس. شابک: ۹۷۸-۰-۸۱۰۹-۱۵۲۳-۷.
- «کتاب‌ها: فرانسیس بنجامین جانستون: یک بیوگرافی جدید و فوق‌العاده اغواگر می‌پرسد: آیا یکی از بزرگترین عکاسان آمریکا یک لزبین بود؟»، لیمون، برندان (اوت ۲۰۰۰). خارج (مجله). اینجا انتشارات.
- «ویزکایا: یک ویلای آمریکایی و سازندگان آن»، ریبچینسکی، ویتولد؛ اولین، لوری؛ بروک، استیون (۲۰۰۷). انتشارات دانشگاه پنسیلوانیا، شابک: ۹۷۸-۰-۸۱۲۲-۳۹۵۱-۵.